# Ізобільне (Калінінградська область)
Ізобільне (рос. Изобильное) — селище Полєського району, Калінінградської області Росії. Входить до складу Саранського сільського поселення.
Населення —  27 осіб (2015 рік). 

## Населення
| 1939 | 2002 | 2010 | 2012 | 2013 |
| ---- | ---- | ---- | ---- | ---- |
| 213  | ↘148 | ↗157 | ↗164 | ↘161 |